# Iglesia de San Pedro y San Pablo (Granada)
La iglesia de San Pedro y San Pablo en la ciudad española de Granada, comunidad autónoma de Andalucía, es de estilos mudéjar y renacentista, trazado por el arquitecto Juan de Maeda, fue edificado en el siglo XVI, entre los años 1559 y terminada en 1567.
Se encuentra en la vía Carrera del Darro, frente a la Casa de Castril, junto a la margen derecha del río Darro y a los pies de La Alhambra. Fue construida sobre una iglesia derrumbada en 1559, edificada a su vez sobre la Mezquita de los Baños.

## Descripción

### Exterior
La portada renacentista, debida a Pedro de Orea en 1589, es un magnífico ejemplar del renacimiento andaluz de fines del siglo XVI. En ella se abre una hornacina con las imágenes labradas en piedra de San Pedro y San Pablo, con arco de medio punto entre pares de columnas corintias.

La fachada lateral, trazada por Juan de Maeda, y realizada por Sebastián de Linaza, fue terminada en 1568; dicho lateral es coronado por una estatua de la Inmaculada Concepción de la escuela de Alonso de Mena.
La torre, algo maciza pero aligerada por el retranqueo del cuerpo de campanas, el saliente del alero y, sobre todo, por el excepcional encaje en el paisaje dialoga con la entrada principal, desde donde se puede contemplar una bella perspectiva del llamado Tajo de la Alhambra y de las torres de la Alcazaba.

### Interior

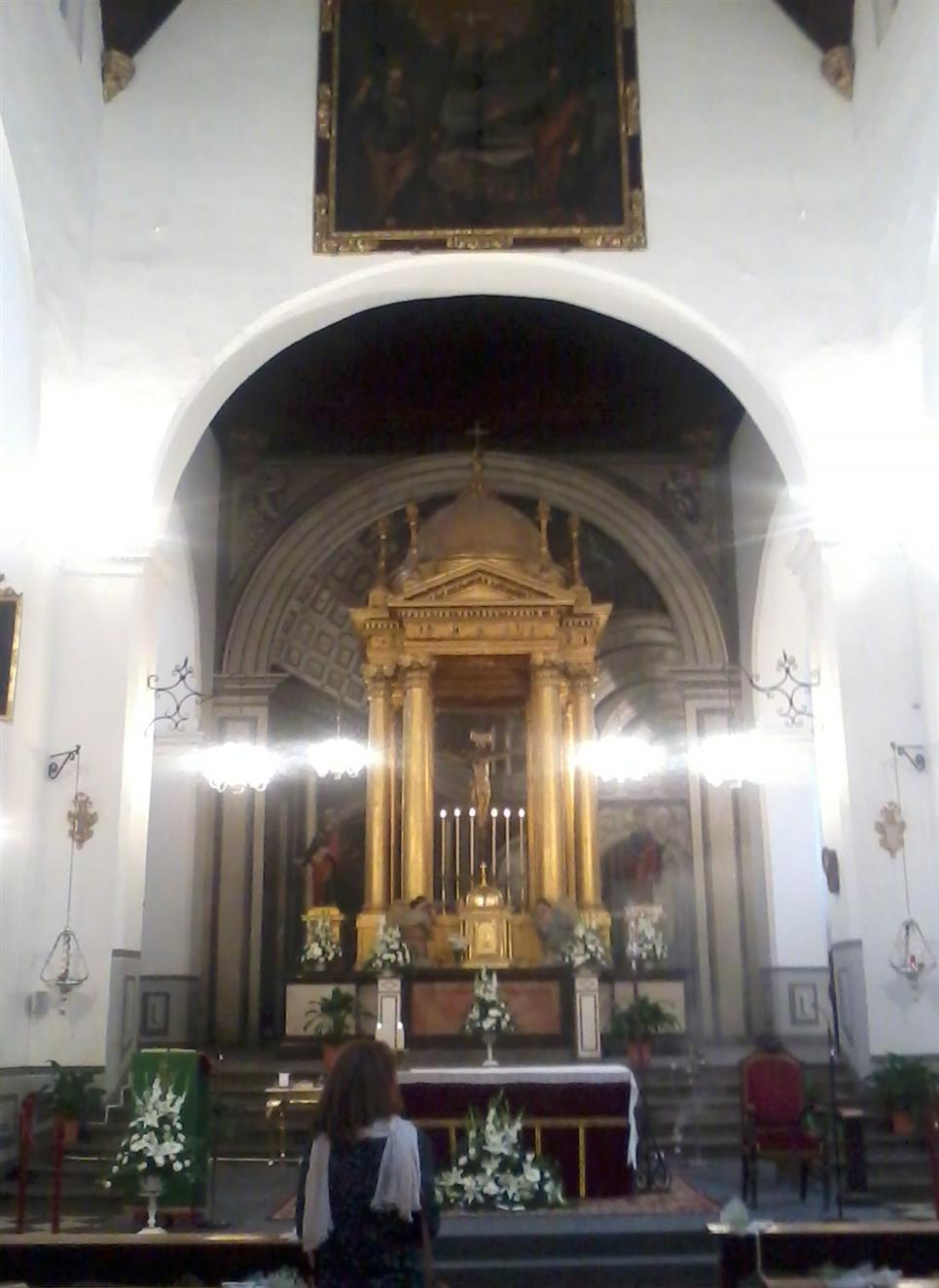
Tabernáculo de la capilla mayor, de Diego de Siloé

El templo de planta en cruz latina, presenta crucero, enfatizando la capilla mayor, el altar
Los artesonados mudéjares cubren la nave central, el crucero y de la capilla mayor, con decoración de máscaras y serafines de arrocabe y una techumbre renacentista en la primera de las capillas, todos ellos realizados por Juan Vilchez. Además de las pechinas, realizadas por Diego de Pesquera.
Cabe destacar la presencia del órgano barroco, ubicado sobre el coro situado sobre la entrada del templo, restaurado recientemente por los organeros del Taller de organería de Granada y el tabernáculo de la capilla mayor, de Diego de Siloé, realizado para la Catedral de Granada y trasladado en 1614 a esta iglesia, y las diez capillas.

### Obras artísticas albergadas
- Imaginería granadina,
- "Piedad", de Miguel Jerónimo de Cieza,
- "Obras de San Francisco de Paula", de Pedro de Mena,
- "Crucificado", de Pablo de Rojas,
- "Cristo de la Sentencia y San Isidro", de José de Mora,
- "Virgen de las Maravillas", atribuida a Pedro de Mena,
- "Virgen de los Dolores", de Aurelio López Azaustre
- "Cristo atado a la columna", atribuido a Pedro Machuca,
- "San Marcos y San Lucas", de Juan de Sevilla,
- "Apóstoles Titulares San Pedro y San Pablo", de Juan Niño de Guevara,
- Retrato del Obispo de Guadix, fray Juan de Arauz de Pedro de Raxis,
- Tabla flamenca del siglo XVI representando la Flagelación.

## Hermandades

### Hermandades de penitencia
- Real Cofradía de Nuestra Señora de los Dolores.
- Pontificia e Ilustre Hermandad Sacramental y Cofradía de Nazarenos de Nuestro Padre Jesús de la Sentencia y María Santísima de las Maravillas.

Templo de salida:
- Pontificia y Real Hermandad Sacramental del Señor San José y Ánimas y Cofradía del Santísimo Cristo de la Misericordia (del Silencio).

### Hermandades eucarísticas o de gloria
- Venerable Hermandad de Nuestra Señora de la Buena Dicha (1690)
- Hermandad de la Esclavitud del Santísimo Sacramento
- Real y Pontificia Hermandad de Gloria de Ntra. Señora del Rocío de Granada.